# The You You Are
"The You You Are" es el cuarto episodio de la serie de televisión de ciencia ficción y suspenso psicológico Severance. El episodio fue escrito por la coproductora ejecutiva Kari Drake y dirigido por la productora Aoife McArdle. Se estrenó en Apple TV+ el 4 de marzo de 2022.
La serie sigue a los empleados de Lumon Industries, una corporación de biotecnología que utiliza un procedimiento médico llamado "cercenadura" para separar los recuerdos de sus empleados dependiendo espacialmente de si están en el trabajo o no. Cuando los trabajadores despedidos están en el trabajo, se les llama "intus" y no pueden recordar nada de sus vidas ni del mundo exterior. Cuando están fuera del trabajo, se les llama "exus" y no pueden recordar su tiempo de trabajo. Debido a esto, intus y exus experimentan dos vidas diferentes, con personalidades y agendas distintas. En este episodio, Helly llega a su punto límite al intentar conseguir su solicitud de renuncia, mientras que Mark recibe una actualización sobre el estado de Petey.
El episodio recibió críticas muy positivas de los críticos, quienes elogiaron la escritura, las actuaciones, la dirección y el final.

## Trama
En la sala de descanso, Helly (Britt Lower) lee la declaración de disculpa 259 veces, pero Milchick (Tramell Tillman) todavía no está convencido. Al día siguiente, Helly se ve obligada a leerlo nuevamente, sin lograr convencer a Milchick de que está arrepentida. Le toma 1.072 intentos lograr finalmente aprobar.
Mark (Adam Scott) pierde la llamada en el teléfono de Petey y lo guarda, notando varias llamadas perdidas del mismo número bloqueado. En la oficina, Burt (Christopher Walken) visita al personal para echar un vistazo a Óptica & Diseño, pero sólo Irving (John Turturro) acepta la oferta. Burt le muestra su obra de arte y se vuelven cercanos, aunque Irving decide irse cuando Burt le agarra la mano. En su camino de regreso, Irving encuentra el libro de Ricken que Milchick dejó abandonado. Helly descubre que Mark conservó los dibujos de Petey de la estructura de Lumon, y Dylan (Zach Cherry) le advierte que debe informarlo a la gerencia. Helly desafía a Mark por no preocuparse por Petey, y Mark simplemente destruye el dibujo.
Irving regresa con el libro y descubren un mensaje oculto. Mark quiere denunciarlo, pero Dylan afirma que podría involucrarse ya que el libro le fue entregado. Helly agarra un cortador de papel y amenaza a Cobel (Patricia Arquette) con automutilarse a menos que le concedan una solicitud de renuncia grabada. De mala gana, consigue que Milchick lo grabe, y Helly se va con la grabación. Sin embargo, cuando regresa al día siguiente, descubre que su "exus" ha rechazado su petición y le advierte que no intente autolesionarse nuevamente.
Esa noche, Mark recibe una notificación de noticias informando que Petey murió de una "enfermedad desconocida". Mark asiste a su funeral, aunque afirma no saber mucho sobre Petey. Cobel también asiste haciéndose pasar por la Sra. Selvig y extrae el microchip durante el servicio. Más tarde, Mark va a un bosque, donde llora junto a un árbol. Al día siguiente, Cobel le pide a la Sra. Casey que realice un control de bienestar "especial" a Mark, que ella observa de forma remota. Ella le encarga a Mark esculpir sus sentimientos con arcilla, y él se parece al árbol que visitó. Al salir de la oficina de Burt, Irving descubre que O&D en realidad tiene al menos siete empleados, que trabajan en una enorme trastienda sin etiquetar. Helly sale de la oficina con un cable alargador y lo usa para ahorcarse en el hueco de un ascensor.

## Desarrollo

### Producción
El episodio fue escrito por la coproductora ejecutiva Kari Drake y dirigido por la productora Aoife McArdle. Esto marcó el primer crédito como guionista de Drake y el primer crédito como director de McArdle.

## Reseñas críticas
"The You You Are" recibió críticas muy positivas de los críticos. Matt Schimkowitz de The AV Club le dio al episodio una "A-" y escribió: "Un saludo a Aoife McArdle, quien asumió las funciones de dirección de Ben Stiller en este episodio. Ella hace un trabajo fantástico, especialmente en la escena en la que Helly se va después de filmar su video de renuncia, confiada en que no regresará, solo para regresar con ropa diferente en un abrir y cerrar de ojos".
Erin Qualey de Vulture le dio al episodio una calificación perfecta de 5 estrellas sobre 5 y escribió: "Esta es la segunda semana consecutiva en la que Severance nos deja en un suspenso final, y aunque Petey está muerto, no estoy tan segura de Helly. Literalmente acabamos de conocer su agresividad, por lo que parece que hay mucho más en su historia". 
Oliver VanDervoort de Game Rant escribió: "Si bien la mayoría de los otros episodios de Severance han sido a partes iguales humor y lo absurdo del ambiente de trabajo, no hubo mucho de qué reírse en este episodio en particular. El programa probablemente necesitaba un episodio como este, porque cuando las cosas se ponen difíciles, es importante notar que realmente no hay nada gracioso en lo que ha estado sucediendo con una compañía que envía a las personas a una especie de extraña cámara de tortura si intentan pasarse una nota a sí mismos".  Breeze Riley de Telltale TV le dio al episodio una calificación de 3.5 estrellas de 5 y escribió: "Lamentablemente, con el amor viene la oportunidad de la traición, que es lo que Irving siente al descubrir que Burt está mintiendo sobre el verdadero trabajo de la óptica y el diseño. Una vez más, Severance presenta una pregunta sin respuesta, dejando a los espectadores en suspenso hasta la próxima vez". 
Mary Littlejohn de TV Fanatic le dio al episodio una calificación de 3.5 estrellas de 5 y escribió: "En un nivel meta, Severance demuestra que la experiencia de ver el programa es muy similar a la experiencia de los personajes viviendo en el programa: es lo que tú haces de él. Encontrar esos pequeños momentos de humor y alegría hace que valga la pena vivirlo".  Caemeron Crain de TV Obsessive escribió: "La tú que ella es resulta ser una perra de corazón frío. Por supuesto, ella es igual de rencorosa, o al menos así es como leo este acto final: no es que Helly quiera terminar con su propia existencia porque trabajar en Lumon es tan terrible, es que quiere matar a esa versión de sí misma que dijo en el video que no era una persona. Tal acto de voluntad demuestra claramente que lo es, y me pregunto cuáles serán las consecuencias". 